# Augusta de Württemberg
Augusta de Württemberg (4 de outubro de 1826 - 3 de dezembro de 1898) foi a filha mais nova do rei Guilherme I de Württemberg e da sua terceira esposa, a princesa Paulina Teresa de Württemberg.

## Biografia
Augusta foi a filha mais nova do rei Guilherme I de Württemberg e da princesa Paulina Teresa de Württemberg. Foi descrita como sendo pouco atraente, mas alegre e inteligente. A 17 de Junho de 1851, Augusta casou-se com o príncipe Hermano de Saxe-Weimar-Eisenach. O príncipe tinha a mesma idade que ela e prestava serviço na cavalaria de Württemberg como oficial. Mais tarde nesse ano, Hermano foi promovido de mestre da cavalaria a tenente-coronel. Em 1853, foi promovido a comandante do regimento de guardas.
O Palácio de Weimar foi durante muitos anos o centro da vida artística e social da Alemanha. Em 1865, Hermano deixou o exército, no qual ocupava a posição de tenente-general, por lhe terem sido negadas mais promoções. O príncipe tinha tentado sem sucesso tornar-se ajudante-general do rei Carlos I de Württemberg. Também tinha tentado sem sucesso tornar-se governador imperial de Alsácia-Lorena. Por não ter outras actividades às quais se dedicar, o príncipe Weimar, como era conhecido em Estugarda, dedicava-se a sociedades patrióticas e artísticas.

## Descendência
1. Paulina de Saxe-Weimar-Eisenach (25 de julho de 1852 - 17 de maio de 1904), casada com Carlos Augusto, Príncipe-Herdeiro de Saxe-Weimar-Eisenach; com descendência.
2. Guilherme de Saxe-Weimar-Eisenach (31 de dezembro de 1853 - 15 de dezembro de 1924), casado com a princesa Gerta de Isenburg-Büdingen-Wächtersbach; com descendência.
3. Bernardo de Saxe-Weimar-Eisenach (10 de outubro de 1855 - 23 de dezembro de 1907), casado morganáticamente com Marie Louise Brockmüller; sem descendência. Casado depois com a condessa Elisabeth von der Schulenburg; sem descendência.
4. Alexandre de Saxe-Weimar-Eisenach (22 de junho de 1857 - 5 de setembro de 1891), nunca se casou nem teve filhos.
5. Ernesto de Saxe-Weimar-Eisenach (9 de agosto de 1859 - 19 de janeiro de 1909), nunca se casou nem teve filhos.
6. Olga de Saxe-Weimar-Eisenach (8 de setembro de 1869 - 12 de janeiro de 1924), casada com o príncipe Leopoldo de Isenburg-Büdingen; com descendência.

## Genealogia
| Catarina Frederica de Württemberg | Pai: Guilherme I de Württemberg    | Avô paterno: Frederico I de Württemberg        | Bisavô paterno: Frederico II Eugénio, Duque de Württemberg                 |
| Catarina Frederica de Württemberg | Pai: Guilherme I de Württemberg    | Avô paterno: Frederico I de Württemberg        | Bisavó paterna: Frederica de Brandemburgo-Schwedt                          |
| Catarina Frederica de Württemberg | Pai: Guilherme I de Württemberg    | Avó paterna: Augusta de Brunsvique-Volfembutel | Bisavô paterno: Carlos Guilherme Fernando, Duque de Brunsvique-Volfembutel |
| Catarina Frederica de Württemberg | Pai: Guilherme I de Württemberg    | Avó paterna: Augusta de Brunsvique-Volfembutel | Bisavó paterna: Augusta da Grã-Bretanha                                    |
| Catarina Frederica de Württemberg | Mãe: Paulina Teresa de Württemberg | Avô materno: Luís, Duque de Württemberg        | Bisavô materno: Frederico II Eugénio, Duque de Württemberg                 |
| Catarina Frederica de Württemberg | Mãe: Paulina Teresa de Württemberg | Avô materno: Luís, Duque de Württemberg        | Bisavó materna: Frederica de Brandemburgo-Schwedt                          |
| Catarina Frederica de Württemberg | Mãe: Paulina Teresa de Württemberg | Avó materna: Henriqueta de Nassau-Weilburg     | Bisavô materno: Carlos Cristiano, Príncipe de Nassau-Weilburg              |
| Catarina Frederica de Württemberg | Mãe: Paulina Teresa de Württemberg | Avó materna: Henriqueta de Nassau-Weilburg     | Bisavó materna: Carolina de Orange-Nassau                                  |